# Frittata
Frittata je italské jídlo podobné omeletě. Stejně jako omeleta se připravuje z vajec a dalších přísad, liší se ale způsobem přípravy a je také pevnější. Do vajec je možné vmíchat např. zeleninu, bylinky, různé druhy sýrů, těstoviny a další ingredience.
Konzumuje se i za studena. V Itálii se servíruje jako předkrm, jedná se oblíbené italské jídlo.

## Příprava
Připravovat by se měla na pánvi s nepřilnavým povrchem, je možné také použít druh se silným dnem. Smaží se pomaleji než omeleta a to buď z obou stran a nebo jen z jedné s tím, že se poté ještě vloží na gril. Další možností je použít formu a připravovat ji v troubě. Správně hotová je z vnějšku propečená, uvnitř ale ještě částečně vlhká.